# Kyle Boller
Kyle Bryan Boller (Burbank, 17 giugno 1981) è un ex giocatore di football americano statunitense che ha giocato nel ruolo di quarterback per otto stagioni nella National Football League.

## Carriera universitaria
Ha giocato con i California Golden Bears squadra rappresentativa dell'Università della California - Berkeley.
- Nella stagione 1999 ha giocato 10 partite su 11 lanciando per 1.303 yard, 9 touchdown e 15 intercetti su 259 lanci; ha corso per 61 volte facendo 90 yard e ha perso 195 yard a causa dei sack.

- Nella stagione 2000 ha giocato 11 partite su 11 lanciando per 2.121 yard, 15 touchdown e 13 intercetti su 349 lanci; ha corso per ben 65 volte con 2 touchdown facendo 216 yard, perso 260 yard a causa dei sack, ha fatto un punt per 40 yard e infine un tackle da solo.

- Nella stagione 2001 ha giocato 10 partite su 11 saltandone una per un infortunio alla schiena, ha chiuso la stagione lanciando per 1.741 yard, 12 touchdown e 10 intercetti su 272 lanci, ha corso per 77 volte con un touchdown facendo 254 yard, ha perso 191 yard a causa dei sack e ha fatto 2 ricezioni per 18 yard.

- Nella stagione 2002 ha giocato 12 partite su 12 lanciando per 2.815 yard, 28 touchdown e 10 intercetti su 421 lanci; ha corso per 72 volte con 3 touchdown facendo 151 yard, ha perso 234 yard a causa dei sack, ha fatto 2 ricezioni per 21 yard con un touchdown e infine un tackle da solo.

Titoli vinti: (2) PAC-10 miglior giocatore della settimana, (1) Bear Backer Award come miglior giocatore offensivo dei California Golden Bears e (1) Cort Majors Awards come miglior capitano offensivo dei California Golden Bears.

## Carriera professionistica

### Baltimore Ravens
Al draft NFL 2003 è stato selezionato dai Baltimore Ravens come 19a scelta assoluta. Ha debuttato nella NFL il 7 settembre contro i Pittsburgh Steelers con la maglia numero 7. 

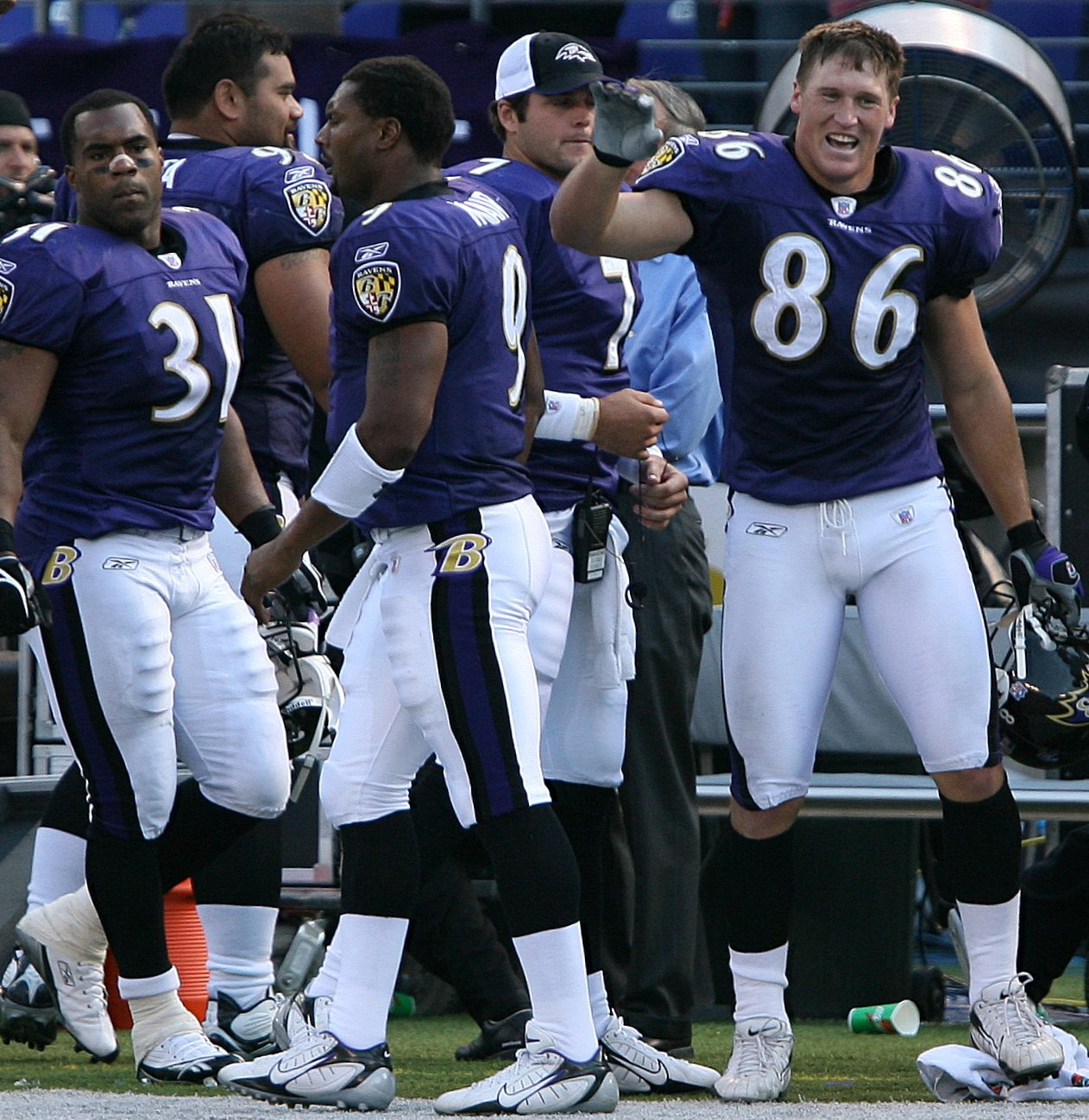
Boller (7) coi Ravens nel 2006.

Dopo un buon avvio con il record di 5 vinte e 3 perse nella partita contro i St. Louis Rams si è fatto male alla parte superiore della gamba. Dopo essersi sottoposto anche a un'operazione per riparare un muscolo del quadricipite è tornato a giocare le ultime 2 partite della stagione ma non come titolare. Nella partita dei playoffs non venne nemmeno messo in campo.
Nella stagione successiva Boller è riuscito a giocare tutte le partite e a chiudere con buone statistiche, i Ravens conclusero con il record di 9 vinte e 7 perse ma non riuscirono a raggiungere i playoffs. 
Alla prima partita della stagione 2005 contro gli Indianapolis Colts nel 3º quarto si procurò una iperestensione del pollice del piede destro causato durante un sack subito dal giocatore dei Colts Larry Triplett. A causa di questo infortunio rimase fuori fino alla 9a settimana, quando rientrò i Ravens vinsero con lui 4 partite su 8 senza riuscire però a raggiungere i playoffs.
Nel 2006 con l'arrivo di Steve McNair perse il posto da titolare, riuscendo a giocare pochissimi sprazzi di partita.
Nella stagione 2008, l'ultima con i Ravens non è riuscito nemmeno ad iniziarla, si è infortunato durante la 2a partita di preseason contro i Minnesota Vikings alla spalla. Questo infortunio l'ha costretto a rimanere fuori per il resto della stagione.

### St. Louis Rams
Nella stagione 2009 dopo esser diventato unrestricted free agent, il 4 aprile ha firmato con i Rams un contratto di un anno diventando la riserva ufficiale del quarterback titolare Marc Bulger. Ha indossato un nuovo numero di maglia il 12, purtroppo in tutta la stagione è riuscito a giocare solo due partite da titolare non portando i Rams alla vittoria in nessuna delle due occasioni.

### Oakland Raiders
Ritornato unrestricted free agent. Il 15 aprile 2010 firma con i Raiders un contratto di un anno. È ritornato ad indossare il numero 7. 
Durante la stagione è subentrato solo per piccoli sprazzi di azioni, generalmente solo per dare fiato a Jason Campbell durante qualche piccolo infortunio. 
Il 3 marzo 2011 ha firmato per un altro anno con i Raiders per 1,25 milioni di dollari. Nella stagione si è giocato con Trent Edwards il posto di riserva dietro Jason Campbell, scendendo in campo due volte per 161 yard passate complessive senza touchdown.

### San Diego Chargers
Il 28 luglio 2012, Boller è passato ai Chargers con un contratto annuale per fare la riserva di Philip Rivers, dopo l'infortunio di Charlie Whitehurst. Sorprendentemente, dopo un solo giorno di training camp coi Chargers, Kyle ha annunciato il suo ritiro.

## Palmarès
(1) Quarterback della settimana (16ª settimana del 2005)

## Statistiche
| Partite totali      | 67    |
| Partite da titolare | 47    |
| Yard lanciate       | 8.931 |
| Touchdown           | 48    |
| Intercetti subiti   | 54    |
| Passer rating       | 69,5  |